# Кибенок, Виктор Николаевич
Ви́ктор Никола́евич Кибено́к (укр. Віктор Миколайович Кібенок; 17 февраля 1963 — 11 мая 1986) — советский пожарный, лейтенант внутренней службы, Герой Советского Союза (1986, посмертно).

## Биография
Родился 17 февраля 1963 года в посёлке Ивановка Херсонской области в семье потомственного пожарного. Украинец.
После школы в 1980 году учился на Ворошиловградских курсах подготовки младшего начальствующего состава ВПО. В 1982 г. поступил на второй курс Черкасского пожарно-технического училища МВД СССР, которое окончил в 1984 году. Служил начальником караула 6-й военизированной пожарной части Управления пожарной охраны Киевской области УВД Киевского облисполкома (охрана г. Припяти). Кандидат в мастера по пожарно-прикладному спорту. Член ВЛКСМ.
Вместе с другими пожарными (В. Игнатенко, В. Правиком, Л. Телятниковым и др.) принимал участие в тушении пожара в первые часы после аварии на Чернобыльской АЭС 26 апреля 1986 года. Во время тушения получил высокую дозу облучения, был отправлен на лечение в Москву, где и скончался в 6-й клинической больнице 11 мая 1986 года. Похоронен на Митинском кладбище в Москве.

## Семья
Дед, Кибенок Кузьма Архипович, и отец, Кибенок Николай Кузьмич (1938—1993) были пожарными. Мать — Ирина Иосифовна (1937—2017), сестра Петреченко Татьяна Николаевна (род. 1966), племянники Виктор (род. 1988) и Валентин (род. 1994), проживают во Львове.
Супруга Татьяна Николаевна (род. 1962) проживает в Киеве.

## Память
Указом Президиума Верховного Совета СССР от 25 сентября 1986 года за мужество, героизм и самоотверженные действия, проявленные при ликвидации аварии на Чернобыльской АЭС, лейтенанту внутренней службы Виктору Николаевичу Кибенку посмертно присвоено звание Героя Советского Союза.
26 апреля 1996 года за исключительное личное мужество и самоотверженность, высокий профессионализм, проявленные во время ликвидации аварии на Чернобыльской АЭС награждён знаком отличия Президента Украины — звездой «За мужество» (посмертно).
В честь Виктора Кибенка названы улицы ряда населённых пунктов Киевской области: в городах Боярка, Мироновка и Сквира, посёлке городского типа Бородянка, посёлке Зелёный Бор, сёлах Блидча, Козичанка, Леоновка, Людвиновка, Сукачи, Феневичи, Шпили и , а также населённых пунктов других регионов Украины (городов Вараш, Любомль, Умань, Черкассы, посёлка городского типа Ивановка).

22 мая 1987 года Министерством связи СССР в почтовое обращение выпущен художественный маркированный конверт с изображением В. Н. Кибенка.

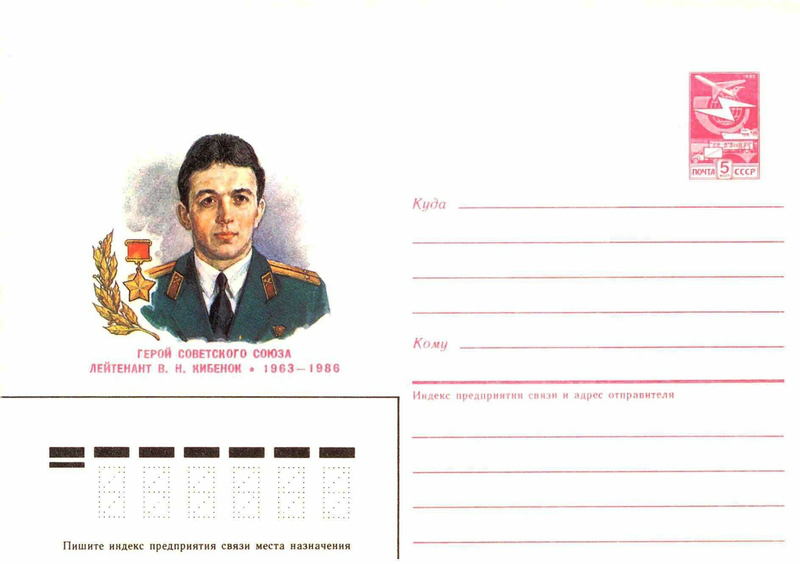
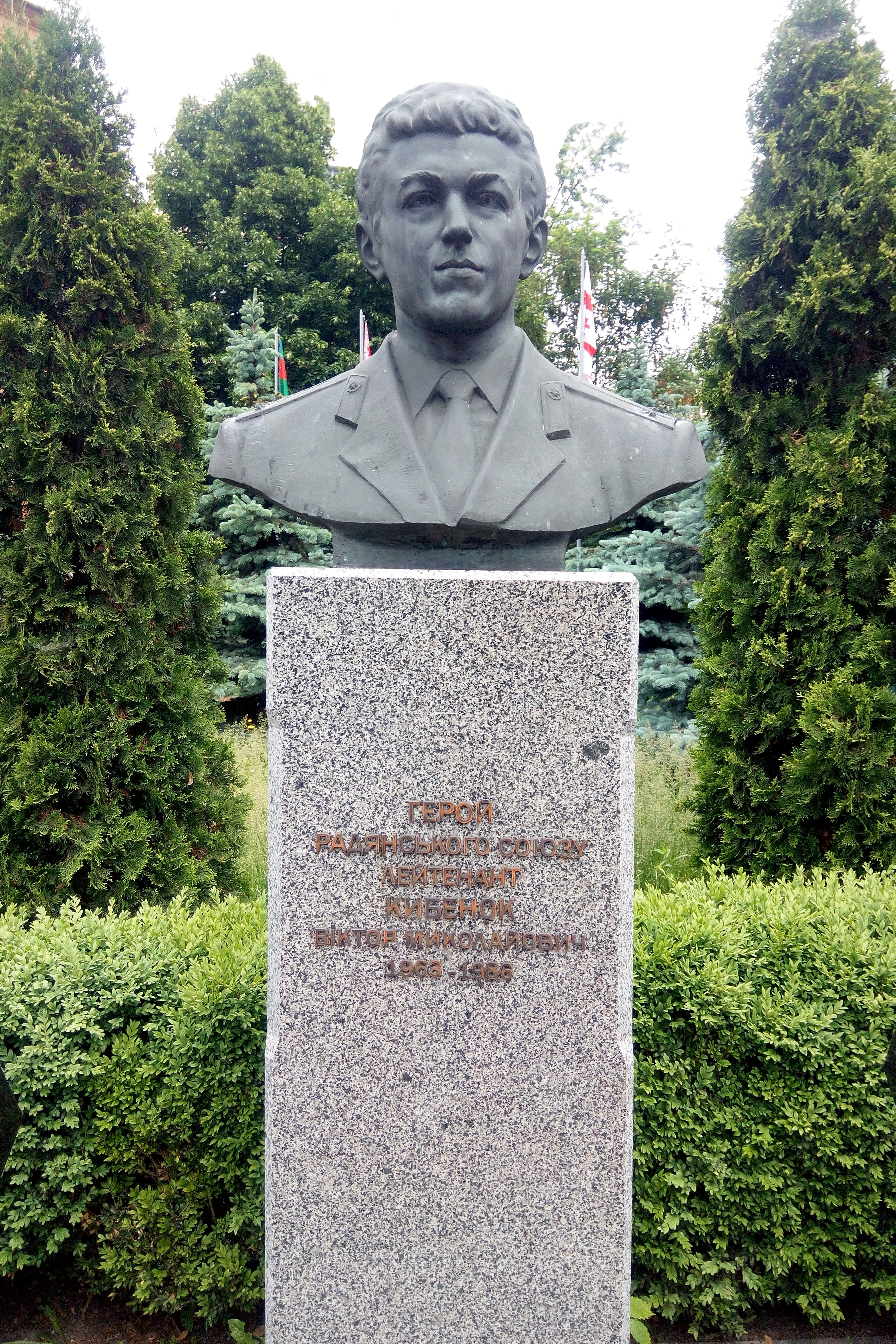
Бюст Виктору Кибенку на Аллее «Героев Чернобыля» в Киеве

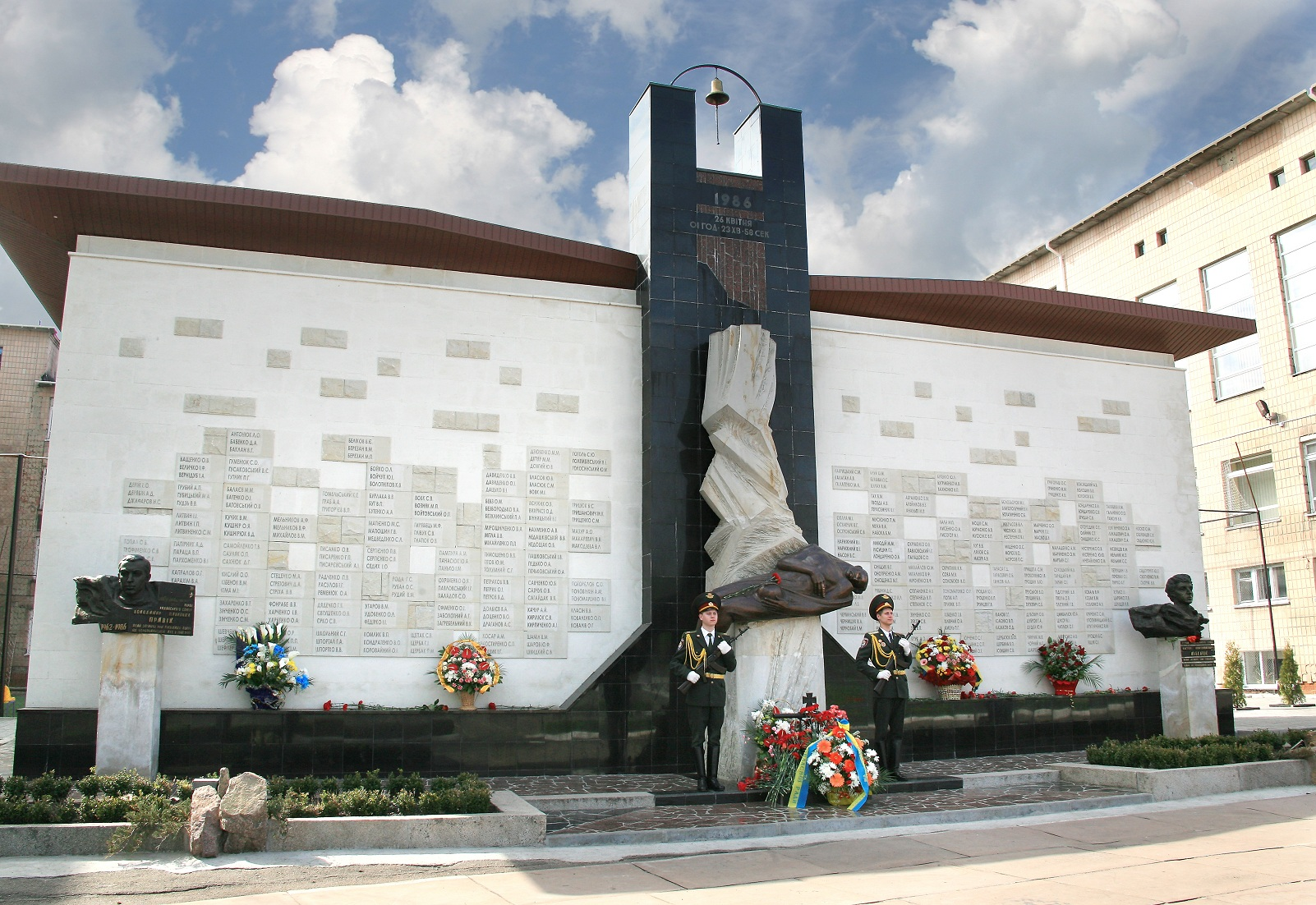
Мемориал Героям Чернобыля в Черкасском институте пожарной безопасности имени Героев Чернобыля

28 ноября 1988 года на воду был спущен танкер «Виктор Кибенок» (списан в сентябре 2014 года).
Пожарная машина Кибенка (автоцистерна АЦ-40 (375)), как и другие, принимавшие участие в тушении пожара 26 апреля, долгое время оставалась на территории ЧАЭС. Позднее её эвакуировали и собирались сделать памятником, но уровень радиоактивного загрязнения оказался слишком высоким, и машину захоронили в бетонном могильнике.
Бюст Виктору Кибенку установлен на месте мемориала Героям Чернобыля в Черкасском институте пожарной безопасности имени Героев Чернобыля. В музее института хранятся личные вещи героя.